# 小杉健治
小杉健治（日语：／ Kosugi Kenji，1947年3月20日—），日本著名推理小說作家。小杉健治高中畢業後曾到電腦專門學校進修，有一段時間在電腦公司工作。1986年，健治以《原島律師的愛與悲傷》獲得ALL讀物推理小說新人獎而出道。1987年，憑《絆》獲得日本推理作家協會獎(長篇部門)，翌年《絆》更入直木獎。1990年，他以《相撲台的殺意》獲得吉川英治文學新人獎。